# Uraecha
Uraecha is een kevergeslacht uit de familie van de boktorren (Cerambycidae). De wetenschappelijke naam van het geslacht werd voor het eerst geldig gepubliceerd in 1864 door Thomson.

## Soorten
Uraecha omvat de volgende soorten:
- Uraecha albosparsa Pic, 1925
- Uraecha albovittata Breuning, 1956
- Uraecha angusta (Pascoe, 1857)
- Uraecha bimaculata Thomson, 1864
- Uraecha chinensis Breuning, 1935
- Uraecha curta Breuning, 1957
- Uraecha gilva Yokoyama, 1966
- Uraecha laosica Breuning, 1982
- Uraecha longzhouensis Wang & Chiang, 2000
- Uraecha obliquefasciata Chiang, 1951
- Uraecha ochreomarmorata Breuning, 1965
- Uraecha oshimana Breuning, 1954
- Uraecha perplexa Gressitt, 1942
- Uraecha punctata Gahan, 1888
- Uraecha yunnana Breuning, 1936